# تیم ملی فوتبال هند
تیم ملی فوتبال هند (به هندی: भारतीय राष्ट्रीय फुटबॉल टीम)، نماینده کشور هند در رویدادهای بین‌المللی فوتبال است که زیر نظر فدراسیون فوتبال هند اداره می‌شود. از افتخارات این تیم قهرمانی در جنوب آسیا ۲۰۱۷ است که مقابل افغانستان ۲_۱ به پیروزی رسیدند. همچنین تیم ملی هند قهرمان چلنج کاپ ۲۰۰۸ نیز شده‌است و نایب قهرمانی در جام ملت‌های آسیا ۱۹۶۴ می‌باشد.